# 大門站 (廣島縣)
大門站（日语：／ Daimon eki */?）是位於廣島縣福山市大門町大門，西日本旅客鐵道（JR西日本）山陽本線的車站。
在東京都與愛知縣也有同名車站，但此站首先啟用。此站與笠岡站之間近笠岡市吉濱曾計劃開設新車站，但是現時沒有進展。而兩站之間距離達7.1公里。

## 歷史
- 1897年（明治30年）12月26日 - 山陽鐵道笠岡站至福山站之間開業，此站啟用。為旅客、貨運車站。
  - 當時車站位於廣島縣深津郡大津野村（日语：大津野村）大門。
- 1898年（明治31年）10月1日 - 隨著深安郡成立，車站位於廣島縣深安郡大津野村大門。
- 1906年（明治39年）12月1日 - 山陽鐵道國有化（日语：鉄道国有法），成為官設鐵道車站。
- 1909年（明治42年）10月12日 - 制定路線名稱。成為山陽本線車站。
- 1955年（昭和30年）3月31日 - 隨著深安町（日语：深安町）成立，車站位於廣島縣深安郡深安町大門。
- 1960年（昭和35年）10月15日 - 終止貨物起卸業務。
- 1962年（昭和37年）1月1日 - 深安町編入至福山市（第一次），車站位於廣島縣福山市大門町大門。
- 1966年（昭和41年）5月1日 - 隨著福山市（第二次）成立，車站位於廣島縣福山市大門町大門。
- 1987年（昭和62年）4月1日 - 伴隨國鐵分割民營化，車站由西日本旅客鐵道（JR西日本）營運。
- 1992年（平成4年）11月1日 - 綠色窗口開始營業[3]。
- 2007年（平成19年）
  - 6月10日 - 引入可接受ICOCA的自動閘機（日语：自動改札機）。
  - 9月1日 - 此站可以使用ICOCA。
- 2009年（平成21年） - 新設跨線橋，在上下行線加設升降機。
- 2016年（平成28年）4月24日 - 隨著引入CTC[4][5]，閘口與月台設置了LED式列車出發資訊牌。
- 2020年（令和2年）2月29日 - 當日起綠色窗口終束營業[6][7]。

## 車站構造
車站為一座地面車站，曾經設有1面1線的單式月台和1面2線的島式月台，現時2號月台已經撒走，因此實際上只有2面2線的月台，月台是建設在彎位上。車站大樓位於上行月台（岡山方向月台）側，設有地下通道連接島式月台（福山方向月台）。在2009年，跨線橋與電梯開始使用。
此站是由福山站管理的直營車站。在早上、晚間與日間部分沒有車站職員當值。車站可以使用ICOCA與其互相可以使用的IC卡。除了一般的自動閘機外，由於在早上時間有很多中學和高校生出閘前往附近學校上學，因此另外設有可支援ICOCA的簡易閘機。

### 月台
| 月台 | 路線     | 上下行 | 方向                 | 備註                       |
| ---- | -------- | ------ | -------------------- | -------------------------- |
| 1    | 山陽本線 | 上行   | 倉敷、岡山方向       |                            |
| 2    | 山陽本線 | 下行   | 福山、尾道、廣島方向 | 廣島方向的列車需在糸崎轉乘 |

1號月台為上行本線，2號月台（舊3號月台）為下行本線。2號月台曾經是上下行共用的待避線（中線），在舉行「尾道住吉煙花節」或大學入試中心試驗當日，設有臨時列車於此站折返。該月台在2013年初把站內西邊部分路軌撤走，成為了維護路軌車輛的留置線。隨後，在2013年6月3號月台改名2號月台。另外，此站在2012年3月起引入進站音樂，使用JR西日本標準的進站音樂。

## 使用狀況
雖然此站距離岡山方向的笠岡站7公里，但是也有來自笠岡市西部的乘客使用此站。
以下為近年1日平均乘車人次：
| 年度               | 1日平均 乘車人次 |
| ------------------ | ---------------- |
| 2001年（平成13年） | 2,981            |
| 2002年（平成14年） | 2,847            |
| 2003年（平成15年） | 2,809            |
| 2004年（平成16年） | 2,797            |
| 2005年（平成17年） | 2,737            |
| 2006年（平成18年） | 2,704            |
| 2007年（平成19年） | 2,689            |
| 2008年（平成20年） | 2,649            |
| 2009年（平成21年） | 2,419            |
| 2010年（平成22年） | 2,348            |
| 2011年（平成23年） | 2,377            |
| 2012年（平成24年） | 2,438            |
| 2013年（平成25年） | 2,573            |
| 2014年（平成26年） | 2,427            |
| 2015年（平成27年） | 2,489            |
| 2016年（平成28年） | 2,499            |
| 2017年（平成29年） | 2,518            |

## 車站周邊
車站周邊是福山市中心的睡房城市。在1999年於車站東邊設置了南北地下通道，使可方便前往國道2號南邊地區。
- 福山東警署（日语：福山東警察署）大門崗亭
- 廣島縣警察（日语：広島県警察）交通機動隊東部分駐隊
- JA福山 大津野分店
- 銀河學院中學·高等學校（日语：銀河学院中学校・高等学校）
- 英數學館小學·中學·高等學校（日语：英数学館小学校・中学校・高等学校）
- 廣島縣立大門高等學校（日语：広島県立大門高等学校）
- 社會福祉法人立大門幼兒所
- 福山市立大津野幼稚園
- 福山市立大津野小學
- 福山市立大門中學
- JFE鋼材西日本鋼鐵廠（日语：JFEスチール西日本製鉄所）福山地區
- 聲寶電子裝置事業總部福山工場
- 大門郵局
- DEODEO（日语：デオデオ）便利商店
- HALOWS（日语：ハローズ）大門店
- THE·Big大門店
- Cosmo駕駛學校
- ZAG ZAG（日语：ザグザグ）大門店
- 太陽花大門店
- Cosmos大門店

### 巴士路線
- 中國巴士（日语：中国バス）

## 相鄰車站
西日本旅客鐵道
 山陽本線
■快速「太陽快車」
通過
■普通
笠岡－大門－東福山

## 注腳
1. 1 2 3  .   [2020-03-24]. （原始内容存档于2019-12-08）.
2. ↑  笠岡市 都市計画マスタープラン 第4編第2節 Page75PDF
3. ↑  JR時間表1992年11月號、12月號
4. ↑  .   [2020-03-24]. （原始内容存档于2020-03-24）.
5. ↑  .   [2020-03-24]. （原始内容存档于2020-03-24）.
6. ↑  . 西日本旅客鐵道.   [2020-01-31]. （原始内容存档于2020-01-31）.
7. ↑   (PDF) (新闻稿). 西日本旅客鐵道岡山分社. 2020-01-30  [2020-02-02]. （原始内容存档 (PDF)于2020-02-02） （日语）.
8. ↑  《統計ふくやま》 （页面存档备份，存于） - 福山市

## 外部連結
- 大門｜車站資訊：JR出門網 - 西日本旅客鐵道